# Дориан Грей (фильм)
«Дориан Грей» (англ. Dorian Gray) — британский мистический художественный фильм 2009 года режиссёра Оливера Паркера, снятый по мотивам романа Оскара Уайльда «Портрет Дориана Грея». Сценарий фильма написал Тоби Финлэй. Главные роли исполнили Бен Барнс в образе самого Дориана Грея и Колин Фёрт в образе лорда Генри Уоттона.

## Сюжет
Викторианская Англия. Красивый и наивный 18-летний Дориан Грей прибывает в Лондон. (в родовое поместье, где проживал в детстве). 
На одном из светских приёмов он знакомится с талантливым художником Бэзилом Хэллуордом, который сводит его с лордом Генри Уоттоном.
*
Очарованный юностью, красотой и чистотой Дориана Бэзил рисует его портрет. Молодой Дориан, глядя на творение, озвучивает свою ревность к картине и желание отдать всё, что угодно, дабы навсегда остаться таким, как на картине. С этого момента душа Дориана более ему не принадлежит.
Дориан влюбляется в юную актрису Сибиллу Вэйн, делится этим с Генри и обещает познакомить их. По пути в театр Генри предлагает зайти не надолго в клуб. Там, поддавшись всевозможным искушениям, юноша окончательно теряет благоразумие…
После спектакля Дориан приходит к Сибилле и знакомит их с Генри. Оставшись наедине, Сибилла высказывает Грею своё беспокойство по поводу его нового образа жизни и они ссорятся. В ту же ночь, подобно героине своего спектакля Офелии, она бросается в реку. Весть о смерти Сибиллы приносит её брат Джим. В приступе гнева и отчаяния он пытается задушить Грея, однако его самого скручивают и отправляют в лечебницу.
Постепенно, под влиянием Генри, Дориан становится всё более распутным, эгоистичным и жестоким, а на портрете, скрытом на чердаке, отображаются все его пороки. Он предаётся самым низменным страстям: участвует в оргиях, вступает в беспорядочные гомосексуальные связи, занимается садизмом и мазохизмом, принимает наркотики.
Бэзил решает устроить выставку своих работ и просит Дориана одолжить для этого его портрет, но тот отказывает другу, объясняя это тем, что бережёт полотно от солнечного света. После одной из вечеринок, на которой Грей соблазняет Бэзила, художник приходит к нему и настаивает, чтобы тот вернул картину. Дориан отводит Холлуорда на чердак и показывает ему требуемое. Бэзил ужасается и призывает уничтожить портрет, однако сам погибает от руки своего товарища. Расчленённое тело друга юноша сбрасывает с моста в Темзу. Чтобы переждать расследование, Дориан уезжает путешествовать по миру. 
Проходит двадцать пять лет и всё такой же молодой и красивый Дориан возвращается в город. Его постаревшие знакомые начинают подозревать неладное. Генри сравнивает фотографии Дориана — сделанную на премьере портрета и недавнюю — и вспоминает готовность приятеля отдать душу за вечную молодость.
Во время светского приёма Дориан знакомится с дочерью Генри — Эмили, в которую влюбляется. Уоттон недоволен их взаимным увлечением друг другом, поскольку знает о прошлом Дориана, но дочь не желает слушать отца. Грей в церкви на исповеди рассказывает священнику о своей смердящей душе и пытается раскаяться.
По пути домой Дориан подвергается нападению обнищавшего и опустившегося Джима, который жаждал мести все эти годы. В погоне оба оказываются в метро. Вэйн, не успев сделать смертельный выстрел, попадает под поезд. 
Вернувшись домой, Дориан пытается покончить с собой проткнув портрет шпагой, но не осмеливается и лишь разбивает стоящее напротив зеркало. Он снова приходит к Эмили и говорит, что хочет начать всё сначала, после чего теряет сознание и засыпает прямо на полу в её доме. В таком же положении — спящими — и застаёт их наутро Генри, который обрушивает свой гнев на Грея. Девушка бежит за уходящим Дорианом и просит у него прощения за отца.
Дориан и Эмили женятся и собираются уехать в США, чтобы начать там жизнь. На прощальном вечере в доме Уоттона Грей понимает, что Генри нет среди гостей и ищет его. Из окна он видит, как тот садится в автомобиль и спешно уезжает. Дориан следует за машиной, которая останавливается возле его дома, и застает Генри на чердаке  перед занавешенным портретом. Слова о том, что это портрет дедушки, не убеждают лорда; во время спора он замечает в углу чердака шарф убитого много лет назад Бэзила, а из-под занавески портрета виднеется странное движение. Между ними завязывается драка, которую прерывает голос Эмили. Генри бьёт соперника по лицу рукояткой шпаги, тот падает и от удара на мгновение теряет сознание, а сам он, улучив момент, срывает ткань с портрета и видит там обезображенное изображение, лишь редкими очертаниями напоминающее Дориана. Генри хватает стоящую на столе керосиновую лампу и кидает её в портрет, тот загорается. Генри выбегает из комнаты, запирает на ключ дверную решётку и срывает со стены газовую лампу. Эмили прибегает на чердак и умоляет Дориана дать ей ключ, чтобы она смогла выпустить его из охваченной пламенем комнаты, но он разжимает ей пальцы и говорит, что его сердце навсегда принадлежит ей. Уоттон силой уводит дочь из горящего дома. Грей, твёрдо решивший заплатить за свои грехи, берёт шпагу и пронзает ненавистный портрет. Картина начинает кричать нечеловеческим голосом, и всё её уродство начинает возвращаться к законному владельцу. Газ воспламеняется, и Дориан сгорает заживо.
Эмили уезжает от отца и отрекается от него. Генри заходит в кладовую дома Грея к его портрету, который стал таким же, как в момент создания. О минувших событиях напоминает только обгоревшая рама картины. Старик тяжело вздыхает и запирает комнатку. 
Последний кадр показывает, как в наступившем полумраке глаза портрета светлеют и несколько расширяются, намекая на то, что душа Дориана Грея навеки осталась заключена в картине.

## В ролях
| Актёр           | Роль                      |
| --------------- | ------------------------- |
| Бен Барнс       | Дориан Грей               |
| Колин Фёрт      | лорд Генри «Гарри» Уоттон |
| Бен Чаплин      | Бэзил Холлуорд            |
| Ребекка Холл    | Эмили Уоттон              |
| Фиона Шоу       | Агата                     |
| Пип Торренс     | Виктор                    |
| Кэролайн Гудолл | леди Рэдли                |
| Мэриам д'Або    | Глэдис                    |
| Майкл Калкин    | лорд Ридли                |
| Эмилия Фокс     | леди Виктория Уоттон      |
| Дуглас Хеншолл  | Алан Кэмпбелл             |
| Рэйчел Хёрд-Вуд | Сибилла Вэйн              |
| Джонни Харрис   | Джеймс «Джим» Вейн        |
| Макс Айронс     | Люциус                    |

## Съёмки фильма
Съёмки фильма начались летом 2008 года на Ealing Studios и в различных частях Лондона и закончились в октябре. Премьерский фонд Британского совета по кинематографии предоставил создателям фильма 500 000 фунтов, взятых из фонда Национальной лотереи.
Премьера фильма состоялась 9 сентября 2009 года в Великобритании, российская премьера прошла 4 февраля 2010 года.